# Serra d'Ador
La serra d'Ador és una petita alineació muntanyenca que divideix les aigües dels rius Vernissa i Serpis, entre les comarques valencianes de la Safor i el Comtat. Aquesta serra arriba a la seua màxima alçada en la muntanya de la Cuta (680 m) i s'estén d'oest a est fins a l'Horta de Gandia.
Pel nord, el riu Vernissa voreja la serra recollint les aigües que els nombrosos barrancs i rierols drenen; per l'est la serra s'obri en dues aliniación cap a l'Horta del Sèrpis que al sud s'encaixona separant la serra d'Ador del massís de la Safor. Per l'oest, la serra es prolonga enllaçant amb la serra del Benicadell.
Els pobles que rodegen la serra d'Ador són Aielo de Rugat, Montitxelvo, Terrateig, Llocnou de Sant Jeroni, Castellonet de la Conquesta, Alfauir, Palma de Gandia, Ador, Vilallonga i l'Orxa.
La seva vegetació es caracteritza per pins i vegetació arbustiva, si bé està abancalada en les seves parts més baixes destinant-se al cultiu de tarongers.